# كالاماكيون (زاكينثوس)
كالاماكيون (Καλαμάκιον) هي مدينة في زاكينثوس في مقاطعة كينتريكي إلادا في اليونان.
يبلغ عدد سكانها حوالي 906 نسمة.